# Christian Legal
Pour les articles homonymes, voir Legal.
Christian Legal, est un imitateur, humoriste, acteur, auteur et comédien français, né à Dijon.

## Biographie
Révélé au grand public après l'émission Graines de star en 1997 et de nombreux autres plateaux TV, il intègre l'équipe de l'émission Les Grands du rire de 2008 à 2016 aux côtés d'Yves Lecoq sur France 3 chaque samedi.
Il interprète deux spectacles de 2010 à 2017, son one-man-show 100 voix en l'air co-écrit et mis en scène par Olivier Lejeune avec lequel il fera deux représentations au Zénith de Dijon en 2013 et 2014 et Les duos de l'impossible concert-imitation en LIVE avec ses musiciens.
Régulièrement programmé au célèbre Don Camilo à Paris où il a joué également Retour vers le foutoir, une comédie hilarante durant la saison 2016/2017, il se lance parallèlement dans une carrière de comédien pour le théâtre et d'acteur pour le cinéma.
En 2018 il démarre l'écriture de la pièce de Théâtre L'Invité surprise et l'écriture de son nouveau spectacle Christian Legal se l'imite #auxdégâtsdeslieux.
Retour à la scène avec ces deux projets en 2020 qui malheureusement se retrouvent en sommeil en raison de la crise sanitaire.
Christian Legal continue à créer malgré tout sur les réseaux sociaux avec une émission #LEGALENLIVE en hebdomadaire avec de nombreux invités Nelson Monfort, Pierre-Jean Chalençon, Éric Collado, Zize, Richard Sanderson, Grace de Capitani, Philippe Risoli, Magloire etc...
Il postera également de nombreuses parodies sur sa chaîne youtube christianlegaltv et créera en 2021 des pastilles d'humour avec une nouveau concept : #CIL (Confession Illégale de Legal) une idée originale où il réagira aux travers de ses imitations sur l'actualité des peoples et des politiques dans un confessionnal.
Christian LEGAL sera à l'affiche du théâtre de Dix heures à Paris du 29 septembre au 29 décembre 2021 avec son nouveau spectacle.